# Championnats du monde de patinage artistique 1963
Navigation
Mondiaux 1962 Mondiaux 1964
Les championnats du monde de patinage artistique 1963 ont lieu du 28 février au 3 mars 1963 à la patinoire olympique en plein air de Cortina d'Ampezzo en Italie.
Pour l'avant-dernière fois, les mondiaux sont organisés sur une patinoire en extérieur. La dernière fois aura lieu en 1966 à Davos.

## Qualifications
Les patineurs sont éligibles à l'épreuve s'ils représentent une nation membre de l'Union internationale de patinage (International Skating Union en anglais). Les fédérations nationales sélectionnent leurs patineurs en fonction de leurs propres critères.
Sur la base des résultats des championnats du monde 1962, l'Union internationale de patinage autorise chaque pays à avoir de une à trois inscriptions par discipline. 

## Podiums
| Épreuves                            | Or                                  | Argent                              | Bronze                            |
| ----------------------------------- | ----------------------------------- | ----------------------------------- | --------------------------------- |
| Messieurs résultats détaillés       | Donald McPherson                    | Alain Calmat                        | Manfred Schnelldorfer             |
| Dames résultats détaillés           | Sjoukje Dijkstra                    | Regine Heitzer                      | Nicole Hassler                    |
| Couples résultats détaillés         | Marika Kilius / Hans-Jürgen Bäumler | Ludmila Belousova / Oleg Protopopov | Tatiana Zhuk / Aleksandr Gavrilov |
| Danse sur glace résultats détaillés | Eva Romanová / Pavel Roman          | Linda Shearman / Michael Phillips   | Paulette Doan / Kenneth Ormsby    |

## Tableau des médailles
| Rang  | Nation               | Or | Argent | Bronze | Total |
| ----- | -------------------- | -- | ------ | ------ | ----- |
| 1     | Allemagne de l'Ouest | 1  | 0      | 1      | 2     |
| 1     | Canada               | 1  | 0      | 1      | 2     |
| 3     | Pays-Bas             | 1  | 0      | 0      | 1     |
| 3     | Tchécoslovaquie      | 1  | 0      | 0      | 1     |
| 5     | France               | 0  | 1      | 1      | 2     |
| 5     | Union soviétique     | 0  | 1      | 1      | 2     |
| 7     | Autriche             | 0  | 1      | 0      | 1     |
| 7     | Royaume-Uni          | 0  | 1      | 0      | 1     |
| Total | Total                | 4  | 4      | 4      | 12    |

## Détails des compétitions

### Messieurs
| Rang | Nom                   | Nation               | Places | Points | Fig. impo. | Prog. libre |
| ---- | --------------------- | -------------------- | ------ | ------ | ---------- | ----------- |
| 1    | Donald McPherson      | Canada               | 18     |        | 4          | 1           |
| 2    | Alain Calmat          | France               | 22     |        | 3          |             |
| 3    | Manfred Schnelldorfer | Allemagne de l'Ouest | 22     |        | 1          |             |
| 4    | Karol Divín           | Tchécoslovaquie      | 34     |        | 2          |             |
| 5    | Scott Allen           | États-Unis           | 40     |        |            |             |
| 6    | Peter Jonas           | Autriche             | 59     |        |            |             |
| 7    | Sepp Schönmetzler     | Allemagne de l'Ouest | 71     |        |            |             |
| 8    | Donald Knight         | Canada               | 79     |        |            |             |
| 9    | Emmerich Danzer       | Autriche             | 80     |        |            |             |
| 10   | Nobuo Satō            | Japon                | 88     |        |            |             |
| 11   | Monty Hoyt            | États-Unis           | 83     |        |            |             |
| 12   | Robert Dureville      | France               | 117    |        |            |             |
| 13   | Hugo Dümler           | Allemagne de l'Ouest | 122    |        |            |             |
| 14   | Jenő Ébert            | Hongrie              | 130    |        |            |             |
| 15   | Bill Neale            | Canada               | 136    |        |            |             |
| 16   | Valeri Meshkov        | Union soviétique     | 145    |        |            |             |
| 17   | Giordano Abbondati    | Italie               | 144    |        |            |             |
| 18   | Malcolm Cannon        | Royaume-Uni          | 159    |        |            |             |
| 19   | Wouter Toledo         | Pays-Bas             | 161    |        |            |             |

### Dames
| Rang | Nom                  | Nation               | Places | Points | Fig. impo. | Prog. libre |
| ---- | -------------------- | -------------------- | ------ | ------ | ---------- | ----------- |
| 1    | Sjoukje Dijkstra     | Pays-Bas             | 9      |        | 1          |             |
| 2    | Regine Heitzer       | Autriche             | 22     |        | 2          |             |
| 3    | Nicole Hassler       | France               | 30     |        | 4          | 2           |
| 4    | Wendy Griner         | Canada               | 36     |        | 3          |             |
| 5    | Petra Burka          | Canada               | 39     |        |            |             |
| 6    | Miwa Fukuhara        | Japon                | 68     |        |            |             |
| 7    | Inge Paul            | Allemagne de l'Ouest | 75     |        |            |             |
| 8    | Jana Mrázková        | Tchécoslovaquie      | 73     |        |            |             |
| 9    | Helli Sengstschmid   | Autriche             | 73     |        |            |             |
| 10   | Lorraine Hanlon      | États-Unis           | 89     |        |            |             |
| 11   | Diana Clifton-Peach  | Royaume-Uni          | 97     |        |            |             |
| 12   | Ingrid Ostler        | Autriche             | 110    |        |            |             |
| 13   | Karen Howland        | États-Unis           | 130    |        |            |             |
| 14   | Fränzi Schmidt       | Suisse               | 128    |        |            |             |
| 15   | Eva Grožajová        | Tchécoslovaquie      | 138    |        |            |             |
| 16   | Ann-Margreth Frei    | Suède                | 140    |        |            |             |
| 17   | Junko Ueno           | Japon                | 147    |        |            |             |
| 18   | Sandra Brugnera      | Italie               | 161    |        |            |             |
| 19   | Christine Haigler    | États-Unis           | 167    |        |            |             |
| 20   | Shirra Kenworthy     | Canada               | 160    |        |            |             |
| 21   | Zsuzsa Szentmiklóssy | Hongrie              | 191    |        |            |             |
| 22   | Anne Karin Dehle     | Norvège              | 198    |        |            |             |
| 23   | Tatiana Nemtsova     | Union soviétique     | 204    |        |            |             |
| 24   | Elżbieta Kościk      | Pologne              | 215    |        |            |             |

### Couples
| Rang    | Nom                                        | Nation               | Places | Points |
| ------- | ------------------------------------------ | -------------------- | ------ | ------ |
| 1       | Marika Kilius / Hans-Jürgen Bäumler        | Allemagne de l'Ouest | 9      |        |
| 2       | Ludmila Belousova / Oleg Protopopov        | Union soviétique     | 20     |        |
| 3       | Tatiana Zhuk / Aleksandr Gavrilov          | Union soviétique     | 31     |        |
| 4       | Gertrude Desjardins / Maurice Lefrance     | Canada               | 31.5   |        |
| 5       | Milada Kubíková / Jaroslav Votruba         | Tchécoslovaquie      | 51.5   |        |
| 6       | Gerda Johner / Rüdi Johner                 | Suisse               | 58.5   |        |
| 7       | Judianne Fotheringill / Jerry Fotheringill | États-Unis           | 64     |        |
| 8       | Vivian Joseph / Ronald Joseph              | États-Unis           | 66.5   |        |
| 9       | Patty Gustafson / Pieter Kollen            | États-Unis           | 84     |        |
| 10      | Sonja Pfersdorf / Günther Matzdorf         | Allemagne de l'Ouest | 84     |        |
| 11      | Linda Ann Ward / Neil Carpenter            | Canada               | 95     |        |
| 12      | Gunilla Lindberg / Gunnar de Sharengrad    | Suède                | 107    |        |
| Abandon | Debbi Wilkes / Guy Revell                  | Canada               |        |        |

### Danse sur glace
| Rang | Nom                                      | Nation               | Places | Points | Danses imposées | Danse libre |
| ---- | ---------------------------------------- | -------------------- | ------ | ------ | --------------- | ----------- |
| 1    | Eva Romanová / Pavel Roman               | Tchécoslovaquie      | 14     |        | 2               | 1           |
| 2    | Linda Shearman / Michael Phillips        | Royaume-Uni          | 15     |        | 1               |             |
| 3    | Paulette Doan / Kenneth Ormsby           | Canada               | 26     |        | 3               |             |
| 4    | Janet Sawbridge / David Hickinbottom     | Royaume-Uni          | 36     |        |                 |             |
| 5    | Donna Mitchell / John Mitchell           | Canada               | 47     |        |                 |             |
| 6    | Mary Parry / Roy Mason                   | Royaume-Uni          | 62     |        |                 |             |
| 7    | Sally Schantz / Stanley Urban            | États-Unis           | 66     |        |                 |             |
| 8    | Lorna Dyer / John Carrell                | États-Unis           | 71     |        |                 |             |
| 9    | Györgyi Korda / Pál Vásárhelyi           | Hongrie              | 82     |        |                 |             |
| 10   | Carol Forrest / Kevin Lethbridge         | Canada               | 93     |        |                 |             |
| 11   | Marlise Fornachon / Charly Pichard       | Suisse               | 96     |        |                 |             |
| 12   | Armelle Flichy / Pierre Brun             | France               | 120    |        |                 |             |
| 13   | Helga Burkhardt / Hannes Burkhardt       | Allemagne de l'Ouest | 116    |        |                 |             |
| 14   | Jitka Babická / Jaromír Holan            | Tchécoslovaquie      | 117    |        |                 |             |
| 15   | Christel Trebesiner / Gerald Felsinger   | Autriche             | 132    |        |                 |             |
| 16   | Ghislaine Houdas / Francis Gamichon      | France               | 141    |        |                 |             |
| 17   | Yvonne Littlefield / Peter Betts         | États-Unis           | 152    |        | 9               |             |
| 18   | Maria Grazia Toncelli / Vinicio Toncelli | Italie               | 153    |        |                 |             |